# کلی لودر
کِلی لودر (انگلیسی: Kellie Loder؛ زادهٔ ۱۹۸۸) خواننده-ترانه‌پرداز، موسیقیدان اهل کانادا است. وی از سال ۲۰۰۹ میلادی تاکنون مشغول فعالیت بوده‌است.